# Старе Кичино
Старе Ки́чино (рос. Старое Кычино) — присілок в Красногорському районі Удмуртії, Росія.
На західній околиці присілка бере початок річка Убить.

## Населення
Населення — 118 осіб (2010; 133 в 2002).
Національний склад станом на 2002 рік:
- удмурти — 82 %